# Mart Siliksaar
Mart Siliksaar (* 15. November 1949 in Tartu) ist ein estnischer Badmintonspieler. 

## Karriere
Mart Siliksaar wurde 1976 erstmals estnischer Meister im Badminton. 1978 folgte ein weiterer Titelgewinn. 1974, 1977 und 1979 stand er mit Silber- und Bronzemedaillengewinnen ebenfalls auf dem Podest. Nach seiner aktiven Karriere schlug er eine Trainerlaufbahn ein.

## Sportliche Erfolge
| Saison | Veranstaltung                  | Disziplin | Platz | Name                          |
| ------ | ------------------------------ | --------- | ----- | ----------------------------- |
| 1976   | Estland: Einzelmeisterschaften | Mixed     | 1     | Mart Siliksaar / Reet Valgmaa |
| 1978   | Estland: Einzelmeisterschaften | Mixed     | 1     | Mart Siliksaar / Reet Valgmaa |

## Referenzen
- http://www.spordiinfo.ee/esbl/biograafia/Mart_Siliksaar

| Personendaten    | Personendaten               |
| ---------------- | --------------------------- |
| NAME             | Siliksaar, Mart             |
| KURZBESCHREIBUNG | estnischer Badmintonspieler |
| GEBURTSDATUM     | 15. November 1949           |
| GEBURTSORT       | Tartu                       |